# 瀬尾公治
瀬尾 公治（せお こうじ、1974年7月26日 - ）は、日本の漫画家。広島県庄原市（旧比婆郡高野町）出身。血液型O型。

## 略歴
- 1996年 - 『マガジンFRESH』にて『HALF & HALF』（週刊少年マガジン新人漫画賞佳作）でデビュー。その後、大島司の下でアシスタントを経験。
- 2000年 - 『マガジンSPECIAL』にて『W's〜ダブルス〜』の連載を開始。
- 2002年 - 『週刊少年マガジン』にて『CROSS OVER』の連載を開始。
- 2004年 - 『週刊少年マガジン』にて『涼風』の連載を開始。
- 2005年 - 『涼風』がアニメ化される。
- 2007年 - 『涼風』の連載が終了。
- 2008年 - 『週刊少年マガジン』にて『君のいる町』の連載を開始。
- 2009年 - 『月刊コミックブレイド』にて『Princess Lucia』の連載を開始。
- 2010年 - 『別冊少年マガジン』にて『ラブプラス Rinko Days』の連載を開始。
- 2011年 - 『ラブプラス Rinko Days』の連載が終了。
- 2012年 - 『別冊少年マガジン』にて『Half&half』の連載を開始。
- 2013年 - 『君のいる町』がアニメ化される。
- 2014年 - 『君のいる町』の連載が終了。同時に『週刊少年マガジン』にて『風夏』の連載を開始。
- 2015年 - 『Half&half』『Princess Lucia』の連載が終了。
- 2017年 - 『風夏』がアニメ化。同時に同作品のオープニング及びエンディング主題歌の作詞を担当[1]。
- 2018年 - 4月に『風夏』の連載が終了[2]。同年6月より『ヒットマン』の連載を開始[3][4]。
- 2021年 - 2月17日発売の『週刊少年マガジン』12号にてヒットマンの連載が終了。同時に同誌にて「女神のカフェテラス」の連載を開始[5][6]。画業25周年を記念して、同年12月に「瀬尾公治画業25周年記念展」を開催[7]。
- 2023年 - 『女神のカフェテラス』がアニメ化[8]。翌2024年7月には第2期が放送されている[9]。

## 人物
- 自身の年齢は伏せていたが、母校広島県立庄原格致高等学校高野山分校に色紙を寄贈したことを報じた中国新聞の記事の中で、年齢が明らかになった[10]。
- 中学・高校時代、陸上部に所属し、主に100mと400mハードルと円盤投げをしていたと語り、その後、東京の専門学校に通いながら漫画家を目指した[11]。
- 『CROSS OVER』までは2人組で漫画を描いていた。
- 自身の素顔は公表しておらず、同じ『週刊少年マガジン』で連載している西本英雄の漫画『もう、しませんから。』（以下『もうしま』）においても瀬尾公治自身の自画像を模した顔になっている[12]。『CROSS OVER』の単行本第1巻の巻末に記載されているアシスタントのページでは、自画像とは似ても似つかない顔つきで描かれている。
- 『君のいる町』公式ガイドブックの対談にて赤松健は、打ち上げの二次会で月山可也と飲んでいるところを見て「美少年が2人」と思い、長年、アシスタントの半分が女性であることについて「非常に繊細な感性の持ち主。女性のアシスタントを抵抗なく使えるのは、女性の心に相当敏感じゃないと無理。現に私には絶対できませんから」と話している。
- 『もうしま』では「ギャグ担当」を自認している。
- アニメ『涼風』のアフレコに参加した際、緊張して一言も喋れなかった。
- 広島東洋カープのファンであり、自身の作品で時折カープのネタを使うことがある。
- 東日本大震災のチャリティ同人誌『pray for Japan』に参加した漫画家の1人である[13]。
- X JAPAN、ONE OK ROCK、MY FIRST STORY、the telephonesのファンで、the telephonesのメンバーとは『君のいる町』公式ガイドブックではメンバーと対談している。

## 作風
- クロスオーバー作品を描くことで知られる[注 1]。
  - 『涼風』、『君のいる町』、『風夏』、『ヒットマン』は世界観がいずれも共通している。さらに『Half&half』や『梓颯』は劇中劇として扱われ、作品という枠を超えたキャラクター同士の繋がりがある。
  - 瀬尾曰く「人見知りならぬ『キャラ見知り』（新キャラクターのみで描くことに不安を覚えてしまうこと）」が影響しているとのこと[14][15]。
  - その影響もあり、作中舞台に出身地である広島県庄原市をはじめ、若手時代に住んでいた成増駅（東京都板橋区）周辺を取り上げることが多い。
- 長年にわたり、学生のラブコメディを題材にしてきた。
  - 「思春期のカップルが引き起こす衝突・すれ違い」、「苦悩・葛藤を重ねた末、主人公（もしくはヒロイン）が成長していく姿」などを持ち味にしてきた。
  - 『ヒットマン』連載のインタビューでは「学生の恋愛に関しては、もう描くことがないくらい描き切った」と口にしている[14]。
- 影響を受けた漫画家に藤子不二雄、高田裕三、曽田正人、まつもと泉、松本零士を挙げ[16]、Twitterでは更に窪之内英策の「ツルモク独身寮」に影響を受けていたことも挙げている[17]。
  - 藤子作品に強い影響を受けていることから、『涼風』のコミックスでは藤子作品のパロディ漫画を掲載していたことがある。その際に使われたペンネームは「瀬尾・G・公治」。
- デビュー当初から絵柄があまり変化しないことで知られるが、同時にキャラクターの描き分けが不得意。
  - 『Princess Lucia』最終巻限定版では「描き分けの湯」と題した漫画を描き、『風夏』連載中にも『W's〜ダブルス〜』の真田霞、『CROSS OVER』橘水希、『涼風』の朝比奈涼風の描き分け方にしても「霞は泣き黒子」「水希は62番」と言った調子で自虐ネタにしている[18][19]。
- 歴代の主人公は、いずれもO型という共通点がある（瀬尾自身もまたO型）。
- 主人公や主要な登場人物の名前を、『秋月』『榛名』『隼』など、戦艦、戦闘機から名付ける事が多い[20][21]。

## 作品リスト

### 連載作品
※超合本版は電子書籍のみ
- W's〜ダブルス〜（『マガジンSPECIAL』2000年No.6 - 2001年No.7、全3巻）
- CROSS OVER（『週刊少年マガジン』2002年25号 - 2003年40号、全7巻）
- 涼風（『週刊少年マガジン』2004年12号 - 2007年42号、全18巻、文庫本全9巻、超合本版全4巻）
- 君のいる町（『週刊少年マガジン』2008年26号 - 2014年11号、全27巻、超合本版全6巻）
- Princess Lucia（『月刊コミックブレイド』2009年3月号 - 2015年11月号、隔月連載、全5巻）
- ラブプラス Rinko Days（『別冊少年マガジン』2010年5月号 - 2012年1月号、隔月連載、全2巻）
- Half&half（『別冊少年マガジン』2012年10月号 - 2015年6月号、全2巻）
- 風夏（『週刊少年マガジン』2014年11号 - 2018年18号、全20巻、超合本版全4巻）
- ヒットマン（『週刊少年マガジン』2018年29号 - 2021年12号、全13巻）
- 女神のカフェテラス（『週刊少年マガジン』2021年12号 - 連載中、既刊20巻）

### 読切
- HALF&HALF（『マガジンFRESH』1996年1月25日）
- セイギのくの一KASUMIちゃん!（『マガジンFRESH』1997年9月2日）
- スター恋愛伝説　シャ乱Qつんく（『週刊少年マガジン』1998年17号）
- Little Bit…（『マガジンSPECIAL』1999年No.8）
- 涼風 （『週刊少年マガジン』2003年51号）
- 梓颯（『少年マガジンワンダー増刊』2005年Vol.2）
- ラブレター（『週刊少年マガジン』2007年2・3合併号、4・5合併号）
- HALF&HALF（リメイク版）（『マガジンSPECIAL』2007年No.6）
- 七夕（『マガジンドラゴン増刊』2007年）
- バリうま 食堂桐島!！（ヤングマガジンサード 2015年Vol.9）
- 風夏　番外編 石見沙羅（『マガジンSPECIAL』2015年No.3）
- 風夏　番外編 オムライス！（『マガジンSPECIAL』2016年No.1）
- 君のいる町 Uターン庄原市（『庄原でいきいき働く協議会』2020年[22]）

### 作詞
- 『Climber's High!』『星の降る町』 沼倉愛美（2017年）
- 『ワタシノセカイ』 中島愛（2017年）
- 『夏風』 KIMIKA（2018年）※配信限定シングル
- 『Wings of light』Lynn（2018年）[23]

### その他
- ラブレター〜瀬尾公治短編集〜（2007年8月17日発売、短編集）
- さよなら絶望先生（久米田康治原作、新房昭之監督、さよなら絶望先生製作委員会、2007年） ‐ エンドカード
- 『センター試験 点数が面白いほどとれる本』シリーズ（中経出版） - イラスト
- もみじ饅頭（まんじゅう製造・販売会社「やまだ屋」） - イラスト
- 女子高生キムチ（北備食品、北備建設という広島県庄原市にある建設会社の食品事業部） ‐ パッケージイラスト
- 戦国大戦 -1600 関ヶ原 序の布石、葵打つ-（セガ） - SS山手殿イラスト
- アルスラーン戦記 - 第三章 エンドカード
- ツインエンジェルBREAK - エンドカード
- ファイアーエムブレム ヒーローズ - キャラクターデザイン（一部）
- UQ HOLDER! - 第9話 エンドカード
- KIMIKA『夏風』 - ジャケットデザイン
- 化物画廊 - 第4話 イラスト
- 西日本応援イラスト集 - イラスト
- アニ×パラ〜あなたのヒーローは誰ですか〜 - 第8弾「episode8パラバドミントン」原作及びキャラクターデザイン
- かくしごと - 取材協力
- the telephones - 2020年度年賀状イラスト[24]。
- 瀬尾公治短編集　THEお風呂回（2021年7月16日配信）※電子書籍のみ

## 関連人物

### 師匠
- 大島司

### アシスタント
- 月山可也
- 中丸洋介
- 飯沼ゆうき
- 爲永ゆう
- 落合ヒロカズ
- 二宮裕次[25]
- みかわ絵子[25]

### 著名ファン
- 井上裕介 (お笑い芸人)